# پکن انلایت مدیا
پکن انلایت مدیا (انگلیسی: Beijing Enlight Media) شرکت رسانه‌ای چینی است، که در سال ۲۰۰۰ تأسیس شد.